# Hosea
Oxera, monotipski rod medićevki (Lamiaceae) smješten u tribus  Oxerinae, dio potporodice Ajugoideae. Jedina vrsta je H. lobbii, penjačica ili lijana koja endemski raste na Borneu

## Opis
Drvenasta penjačica. Listovi jednostavni, nasuprotni. Cvjetovi su narančasto-lososove boje, nalaze na dugim aksilarnim cimama s vrlo dugim prašnicima i nitastim oblikom. Brakteje su baršunaste na dodir i jarko narančasto-crvene boje. Plodovi su tamnoljubičaste boje i imaju oblik roga (fuziformni).

## Sinonimi
- Hoseanthus Merr.; J. Straits Branch Roy. Asiat. Soc. 76: 114 (1917), nom. illeg.
- Clerodendrum discolor Becc.; For. Borneo 203 (1902), nom. illeg., non (Klotzsch) Vatke
- Clerodendrum lobbii C.B.Clarke; Fl. Brit. India [J. D. Hooker] 4: 590 (1885)
- Hoseanthus lobbii (C.B.Clarke) Merr.; J. Straits Branch Roy. Asiat. Soc. 76: 114 (1917)